# Winna-Wilki
Winna-Wilki – wieś w Polsce położona w województwie podlaskim, w powiecie wysokomazowieckim, w gminie Ciechanowiec.
W latach 1975–1998 miejscowość administracyjnie należała do województwa łomżyńskiego.
Wierni kościoła rzymskokatolickiego należą do parafii św. Doroty w Winnej Poświętnej.

## Historia
W I Rzeczypospolitej należała do ziemi drohickiej w województwie podlaskim.
Pod koniec wieku XIX wieś leżała w powiecie bielskim, gubernia grodzieńska, gmina Skórzec